# Ichnotropis
Ichnotropis — рід ящірок родини ящіркових (Lacertidae). Представники цього роду мешкають в Центральній і Південній Африці.

## Види
Рід Ichnotropis нараховує 6 видів:
- Ichnotropis bivittata Bocage, 1866
- Ichnotropis capensis (A. Smith, 1838)
- Ichnotropis chapini K.P. Schmidt, 1919
- Ichnotropis grandiceps Broadley, 1967
- Ichnotropis microlepidota Marx, 1956
- Ichnotropis tanganicana Boulenger, 1917

## Етимологія
Наукова назва роду Ichnotropis походить від сполучення слів дав.-гр. ιχνος — слід і τροπις — кіль.